# Радушко, Олег Александрович
Олег Александрович Радушко (10 января 1967, Пинск, Брестская область) — советский и белорусский футболист, полузащитник и нападающий, белорусский футбольный тренер.  Главный тренер футбольного клуба «Днепр-Могилёв».

## Биография
Воспитанник пинской СДЮСШОР № 3 и минского спортинтерната, первый тренер — Александр Шевелянчик. Во взрослом футболе дебютировал в 1985 году во второй лиге СССР в составе брестского «Динамо». Всего в брестском клубе провёл три с половиной сезона, сыграв более 80 матчей.
В ходе сезона 1988 года перешёл в минское «Динамо». Дебютный матч за команду сыграл в Кубке СССР 4 июня 1988 года против майкопской «Дружбы», а спустя 4 дня дебютировал в высшей лиге в игре против «Арарата». Всего за сезон провёл 4 матча в высшей лиге, две игры в Кубке СССР и три матча в Кубке Федерации, в которых не отличился голами.
В 1989 году перешёл в «Днепр» (Могилёв), где выступал следующие семь лет — три сезона во второй лиге СССР и четыре года в высшем дивизионе Беларуси. Всего за команду в первенствах СССР и Беларуси сыграл 208 матчей и забил 48 голов. Серебряный призёр чемпионата и финалист Кубка Беларуси 1992 года. В сезоне 1992/93 вошёл в десятку лучших бомбардиров чемпионата с 13 голами, уступив в числе прочих партнёру по команде Андрею Скоробогатько (15). В 1991 году стал лучшим бомбардиром своего клуба в сезоне (14 голов).
После ухода из «Днепра» провёл часть сезона 1996 года в родном Пинске в составе «Коммунальника», игравшего в первой лиге. Затем перешёл в «Неман» (Гродно), где в качестве игрока провёл девять сезонов, сыграв 175 матчей в чемпионатах страны. В 2002 году стал серебряным призёром чемпионата Беларуси. В 1999 году был лучшим снайпером своего клуба (6 голов). Стал автором 400-го гола в истории «Немана» в чемпионатах Беларуси, в 2002 году в ворота минского «Динамо».
Всего в высшей лиге Беларуси сыграл 277 матчей и забил 43 гола.
После завершения игровой карьеры остался в тренерском штабе «Немана». В июле 2008 года назначен исполняющим обязанности главного тренера клуба, а в начале 2009 года утверждён тренером на постоянной основе и работал в этой должности до июля 2010 года. В 2012—2013 годах работал в Польше с клубом третьего дивизиона «Олимпия» (Эльблонг). По состоянию на начало 2014 года ассистировал Игорю Ковалевичу в молодёжной сборной Беларуси. В 2014 году вошёл в тренерский штаб клуба «Городея», а в июне 2019 года назначен главным тренером клуба.
В июле 2024 года стал главным тренером «Днепр-Могилёв».

## Личная жизнь
Сын Кирилл (род. 1993) тоже занимался футболом, выступал за дублирующие составы клубов высшей лиги Беларуси и юношескую сборную страны, затем играл под руководством отца в польской «Олимпии».